# Natale Montillo
Natale Montillo (* 5. Mai 1898 in Castellammare di Stabia; † 13. November 1965 ebenda) war ein italienischer Kinobetreiber, Filmregisseur, Filmproduzent und Drehbuchautor.

## Leben
Montillo erlebte eine entbehrungsreiche Kindheit und Jugend und nahm jedwede Gelegenheitsarbeiten an, um durch das Leben zu kommen. Er war Teilnehmer des Ersten Weltkrieges und kehrte erst 1920 aus Kriegsgefangenschaft wieder nach Italien zurück, wo er als Kellner und Bäcker Beschäftigung fand. Montillo gelang die Etablierung eines neuen Backwerkes, das ihm die damals stattliche Summe von 50.000 Lire einbrachte. Im Jahr 1930 begann er, sich für das Filmgeschäft zu interessieren. Er betrieb deshalb in Castellamare das „Cinema Corso“, in dem er auch große Varietéshows organisierte. Er vergrößerte und erweiterte bald seine Kinos und war in der Bewerbung seiner Vorstellungen erfinderisch. Bis in die Zeiten des Zweiten Weltkrieges hinein konnte er die Vorführsäle betreiben.
Nach dem Zweiten Weltkrieg begab er sich in die Rolle des Produzenten und Drehbuchautors. Er war bis 1953 an Produktionen beteiligt, die neapolitanische Themen in den Mittelpunkt rückten und im Süden Italiens große Erfolge waren; bei zweien davon übernahm Montillo auch die Regie. 1958 folgte ein letzter Film, La sposa, bei dem er das Drehbuch schrieb und als Organisator fungierte. Seit 1954 wieder Besitzer eines der damals modernsten Kinostätten seines Landes, zog er sich aus gesundheitlichen Gründen mehr und mehr zurück.

## Filmografie (Auswahl)
- 1952: Rosalba, la fanciulla di Pompei
- 1953: Balocchi e profumi